# Ісмаїл Тілівалді
Ісмаїл Тілівалді (уйг. ئىسمائىل تىلىۋالدى, кит.: 司马义·铁力瓦尔地; нар. 29 жовтня 1944) ― китайський політик уйгурського походження. Обіймав посади голови Сіньцзян-Уйгурського автономного району ― голови уряду Сінцзяна у 2003-2007 рр., а також заступника голови Постійного комітету Всекитайських зборів народних представників у 2008-2013 рр.

## Біографія
За походженням уйгур. Розпочав трудову діяльність у 1967 році і вступив у Комуністичну партію Китаю в травні 1973 року. У 1967 році Тілівалді закінчив Сіньцзянський університет за спеціальністю «математика».
Під час культурної революції Тілівалді був відправлений у сільську місцевість на «перевиховання». Там він працював перекладачем на тракторній фабриці місцевої комуни. У 1973 році перейшов на роботу в організаційний відділ округу Шуфу. Навчався в Центральній партійній школі на початку 1980-х років з метою підготовки для зайняття більш високої партійної посади.
Обіймав посади заступника начальника та начальника організаційного відділу округу Кашгар, заступника комісара (еквівалент мера) Кашгара, заступника секретаря партії Кашгара, комісара Кашгара.
З 1993 року Тілівалді обіймав посаду генерального секретаря Сіньцзянського автономного регіонального уряду, заступника політичного комісара Сіньцзянського виробничого і будівельного корпусу НВАК. У 1998 році Тілівалді увійшов у Постійний комітет регіонального відділення КПК у Сіньцзяні і став заступником секретаря Регіональної комісії з політичних і правових питань Сіньцзяну.
У січні 2003 року обраний головою Сіньцзянського регіону на першій сесії десятого Сіньцзянського народного конгресу.
Ісмаїл Тілівалді також був кандидатом у члени XVI з'їзду ЦК КПК і повноправним членом XVI з'їзду ЦК.